# A Celebration
"A Celebration" é uma canção da banda irlandesa U2. Foi liberado como single em 1 de março de 1982 entre os álbuns October e War. A canção vem com o b-side "Trash, Trampoline and the Party Girl" (abreviado também para "Party Girl").

## Faixas
| N.º | Título                                 | Duração |  |
| 1.  | "A Celebration"                        | 2:57    |  |
| 2.  | "Trash, Trampoline and the Party Girl" | 2:32    |  |

## Paradas e posições
| País (1982)           | Melhor posição |
| --------------------- | -------------- |
| Irlanda Singles Chart | 15             |
| UK Singles Chart      | 47             |